# 네오펙트
네오펙트(Neofect Co., Ltd.)는 대한민국의 재활의료기기 및 재활컨텐츠 기업이다. 본사는 경기도 성남시 수정구 창업로 42 판교제2테크노밸리 경기기업성장센터 801호에 위치해 있으며 대표이사는 반호영이다.

## 재무
2023년 운영자금 등 약 30억원을 조달하고자 제3자배정 유상증자을 실시하였고 운영자금 10억원, 기타자금 50억원을 조달하기 위해 무기명식 이권부 무보증 사모 전환사채를 발행하였다

## 상장
2018년 11월 28일에 주관사를 한국투자증권으로 공모가 11,000원에 코스닥 시장에 상장하였다.

## 참고문헌
1. ↑  네오펙트, 재활기기 라인업 구축...美 재활서비스 시장 성장 기대, 뉴스핌, 2022-10-08
2. ↑  네오펙트, 30억원 규모 제3자배정 유상증자, 인포맥스, 2023.08.18
3. ↑  네오펙트, 전환사채 발행으로 60억원 조달, 히트뉴스,  2023.07.15